# ドラコ・ロサ
ドラコ・ロサ（Draco Rosa、1969年6月27日 - ）は、アメリカ合衆国・ニューヨーク州ロングアイランド出身のグラミー賞受賞ミュージシャン、シンガーソングライター、音楽プロデューサー、俳優。ロサンゼルスにあるレコーディング・スタジオ／マルチメディア・プロダクションのPHANTOM VOXのオーナー。1984年から1987年まで、アメリカおよび南アメリカ、スペイン語圏で爆発的な人気を誇ったボーイ・バンド、メヌードのシンガーとして活動していた。
ロビ・ドラコ・ロサ（Robi Draco Rosa）、またはロビー・ロサ（Robby Rosa）の名前で呼ばれることもある。
妻は女優のアンジェラ・アルヴァラード。

## バイオグラフィ

### メヌード期
幼少期にニューヨークからプエルトリコに移住し、1984年よりメヌードのシンガーとして活動。ロサは英語を第一言語とする初のメヌードメンバーであったため、彼の加入後バンドの人気はスペイン語圏以外の国々でも加速する。
アルバム『ハロー！メヌード（原題：Reaching Out）』はグループ初の英語での作品となり、シングル「ライク・ア・キャノンボール（Like A Cannonball）」はハリウッド映画『キャノンボール2』に使用された。さらにグラミー賞ラテンアワードに入賞し、ロサはマイケル・ジャクソンとクインシー・ジョーンズが受賞した際のプレゼンターも担当した。
1985年3月、メヌードは新メンバーにリッキー・マーティンを加え初来日。日本武道館でコンサートを行い、第14回東京音楽祭に出演し、銀賞（3位）に入賞。来日中にロッテのチョコレートカントリーのテレビCMにも出演。また、『Explosion Concert Tour』ツアーで、同年10月に再び来日。来日中、NHK『スペイン語講座』などいくつかのテレビ番組にも出演した。
1986年、再び来日。新たにロッテのテレビCMを撮影し、テレビ番組等に出演するもコンサートは行われなかった。この年、メヌードは英語、スペイン語、ポルトガル語でアルバムをリリース。
1987年、ブラジルツアーの途中で、突然グループを脱退。以前より、ロサはバンドのマネージメントに疑問と不満を募らせており、またロサは曲を書く権利を与えられずこれが決定的な亀裂を生じる結果となった。

### メヌード後 − ソロ活動
バンド脱退後、しばらくブラジルに身を置き、ポルトガル語で2枚のソロアルバムをリリース。
1988年、ロサは映画『サルサ/灼熱のふたり』で主演を勤める。この映画を通してロサは妻のアンジェラ・アルヴァラードに出会う。
1990年、しばらくの休養をとった後、ロサはオルタナティヴ・ロック・バンド「マギーズ・ドリーム（Maggie’s Dream）」を結成。キャピトル・レコードよりアルバム『マギーズ・ドリーム（Maggie’s Dream）』をリリース。フェイス・ノー・モアやフィッシュボーン等とツアーをまわりスポットライトを浴びるものの、その後バンドはすぐに活動を休止。
1993年、ロサはソニー・ミュージックとレーベル契約を結び、ソロ・アーティストとして活動を再開。
1994年3月、アルバム『Frio』をリリース。このアルバムのソングライティングはスペインで行われた。また、このソロ・レコーディングの合間、ロサはリッキー・マーティンのアルバムを共同プロデュースし、ほとんどの曲を共作した。結果、アルバム『リッキー・マーティン（原題：A Medio Vivir）』からは大ヒット・シングル、『マリア（Maria）』が生まれ、アルバムは300万枚を超す売り上げとなり、ビルボードトップ10入りを果たす。
1995年末、『Frio』に続く新作のレコーディングのため、ロサはイギリスに向かう。ロキシー・ミュージックのフィル・マンザネラをプロデューサに迎え、1996年の6月にアルバム『Vagabundo』はリリースされた。このアルバムからのシングル「Madre Tierra」は大ヒットし、このPVはラテン・ミュージック・アワードのベスト・ロック・ビデオ部門を受賞。
1997年、『Vagabundo』リリースに伴うワールド・ツアーを行うなか、再び朋友リッキー・マーティンのアルバムの制作に着手。ロサは自らをイアン・ブレイク（Ian Blake）と名乗り、アルバム『ヴェルヴェ（原題：Vuelve）』の楽曲やプロデュースを手掛けた。このアルバムは日本だけでも20万枚以上を売り上げ、全世界で800万枚を売り上げたプラチナ・レコードとなった。
ロサはイアン・ブレイクの名で、引き続きリッキー・マーティンの次作を再びプロデュース。1999年に発表されたこのアルバム『リッキー・マーティン ～ヒア・アイ・アム～（原題：Ricky Martin）』はリリースと同時に全米1位になり、トータルで2000万枚以上を売り上げた。このアルバムからは、ロサが作曲自体を手掛けたシングル「リヴィン・ラ・ヴィダ・ロカ（Livin' la Vida Loca）」が全米1位のヒットを記録した。日本では郷ひろみが日本語詞にのせたカバー「GOLDFINGER '99」でヒットした。
この時期、プロデュース業に徹していたロサは、その後もマーティンのヒット曲「シー★バングス!!（She Bangs）」などを手掛け、またフリオ・イグレシアスなど、多くのアーティストやプロジェクトで楽曲提供、プロデュースを行う。
2004年、アルバム『マッド・ラヴ（Mad Love）』をリリース。また、このアルバムからのシングル「クラッシュ・プッシュ（Crash Push）」は2004年のベスト・ビデオ部門でラテン・グラミー賞を受賞。この夏、ロサはツアーをレニー・クラヴィッツと共に行う。6月にはアルバムのプロモーションのため、久々に来日。日本テレビの番組『@サプリッ!』やラジオ番組等に出演し、ライヴも行う。この当時、ラコステのキャンペーン・キャラクターであったロサは、来日中も日本のラコステ用にファッション雑誌、テレビ等でキャンペーンを行った。12月、ロサはプエルトリコにて、2万人近いオーディエンスを集客するスタジアムで凱旋ライヴを行った。2005年にリリースされたライヴCD／DVDの『Draco al Natural』にその様子は収められている。
2007年、ソニー・ミュージックとの契約を終わらせ、ロサは自らのプロダクションのPHANTOM VOXより、アルバム『Vino』をリリース。いくつかの国では、このアルバムは『Y El Teatro Del Absurdo』の名義でリリースされた。
2008年、ライブアルバムCD／DVD『Teatro Live』をリリース。2009年、このアルバムはラテン・グラミー賞でベストロックアルバム賞を受賞。同年12月、アルバム『Mor Vincit Omnia』を発売。このアルバムでロサは一度離れた古巣ソニーと、ライセンシングとディストリビューションの面で再び契約。2011年、このアルバムで、再び第53回グラミー賞ベストラテンロックにノミネート。この年悪性リンパ腫が発見される。癌治療を行いながら、８月にニュー・アルバムのレコーディングを開始。
2012年、スタジオに看護婦が立ち会いながらおおよそ７ヶ月間に及んで制作されたアルバムが完了。アルバム16曲すべてにゲストシンガーをフィーチャリングし、リッキー・マーティン、シャキーラ、マーク・アンソニー、フアン・ルイス・ゲラといった大物たちを迎えて制作されたアルバムは、スペイン語で「人生」を意味する『VIDA』と命名された。また12月には闘病生活に終止符が打たれ、復帰を宣言した。
2013年、4月に『VIDA』がリリース。直後にアルバムはビルボードチャートのトップ・ラテン・アルバムで１位を獲得。さらに11月にはラテン・グラミー賞において、最優秀アルバム賞（アルバム・オブ・ザ・イヤー）を受賞。この直後、癌の再発がメディアに報道される。その後のワールド・ツアーは急遽キャンセルされた。
2014年、世界で売れ上げを伸ばしプラチナ・レコードに認定されたアルバム『VIDA』は、再び第56回グラミー賞のベスト・ラテン・ポップ・アルバム部門でグラミーを受賞。

## エピソード
- メヌードの絶頂期であった1985年、ブラジルのリオデジャネイロでのコンサートで最大定員6万人のスタジアムに7万人が入り、結果として2名の死亡者を出した。
- アメリカのスピン・マガジンは、アルバム『Vagabundo』はトップ10ベストラテンロックに選んだ。さらに、エンターテイメント・ウイークリー誌は「音楽業界最もクリエイティブな人たち100人」にロサを取り上げた。
- プロデューサとしての仕事に一旦区切りをつけることを決めた理由について「ヒット曲を書き続けていても、それが他人のための曲だと思うと、そのうち情熱がなくなる。情熱がなくなると、そこには愛がなくなる。曲作りとは恋愛みたいなものなんだ」と語っている。
- アルバム『Vino』ではレナード・コーエンの「ハレルヤ」とボブ・ディランの「いつもの朝に（One Too Many Mornings）」がカバーされている。
- 第53回グラミー賞にノミネートされたがロサは賞に出席せず、当日メキシコでのツアーを行っていた。後日その理由を「またグラミーを取ったからといって、次にいい曲が書けるわけでもなんでもない。我々ミュージシャンは、オリンピックで競っているスポーツ選手とは違うから。」と語っている。

## ディスコグラフィ

### マギーズ・ドリーム
- マギーズ・ドリーム　Maggie's Dream（1990年）

### ドラコ・ロサ（ロビ・ドラコ・ロサ）
- Frio（1994年）
- Vagabundo（1996年）
- Songbirds & Roosters（1998年 Frio＆Vagabundo英詞バージョン）
- Libertad Del Alma（2001年 コンピレーション）
- マッド・ラヴ　Mad Love（2004年）
- コモ・メ・アクエルド　Como Me Acuerdo（2004年 コンピレーション）
- Draco al Natural（2005年 ライヴ・アルバム）
- Vino（2007年 別タイトル：Y El Teatro Del Absurdo）
- Teatro Live（2008年 ライヴ・アルバム）
- Amor Vincit Omnia（2009年）
- Vida（2013年）